# Mike Mangini
Mike Mangini (* 18. dubna 1963) je americký bubeník. Přestože na bicí začal hrát již v útlém věku, profesionálním hudebníkem se stal až v roce 1987. V roce 1993 se stal členem skupiny Annihilator, se kterou nahrál album Set the World on Fire. Ve skupině znovu působil v letech 2004 až 2005 a 2007; nahrál s ní alba All for You (2004) a Metal (2007). V letech 1994 až 1996 hrál s Extreme a později doprovázel kytaristu Stevea Vaie. 
Od roku 2010 do roku 2023 byl členem skupiny Dream Theater.
Je považován za nejrychlejšího bubeníka na světě zahrál 1247 úderu za minutu a překonal tím 5 rekordů.

## Život
Mangini se narodil italským rodičům ve městě Newton ve státě Massachusetts. Poprvé hrál na bicí, když mu bylo 2 a půl roku a poznal bubeníka Ringa Starra z The Beatles. Cvičil dvě až čtyři hodiny denně v 9 letech dokázal napodobovat bubenické sólo Buddyho Riche. Mezi jeho další vlivy patří John Bonham, Neil Peart, Bobby Colomby a Terry Bozzio.
Na střední škole vystupoval v mnoho kapelách a prestižních souborů.
Mangini v roce 1981 po absolvování střední školy jsi dal pauzu od hudby, aby se mohl věnovat matematické informatice na Bentley University. Po ukončení studia začal programovat software pro MIM-104 Patriot. Ve stejnou dobu pracoval na programu, který studoval vazby mezi lidským mozkem a tělem.
V roce 1987 se vrátil k hudbě a vystupoval v Bostonu v mnoha kapelách a zároveň soukromě vyučoval hru na bicí.
V roce 1991 se Mangini připojil k metalové skupině Annihilator se kterou nahrál také album Set the World on Fire. Ve skupině působil do roku 1994 než odešel do rockové kapely Extreme.
Skupina Extreme se v roce 1996 rozpadla a poté byl informován, že kytarista Steve Vai hledá bubeníka do své skupiny. Mangini se úspěšně zúčastnil konkurzu Vaiovy skupiny a přestěhoval se do Los Angeles. Od roku 1996 do roku 2000 vystupoval ve skupině Stevea Vaie a byl velmi uznávaným bubeníkem.
Během přestávky turné se Stevem Vaiem v roce 2000 odešel a přestěhoval se zpátky do Bostonu. Kde působil jako docent Berklee College of Music. Mezitím Mangini založil krátkodobou skupinu se zbývajícími členy skupiny Extreme.
V roce 2004 se Mangini vrátil do metalové skupiny Annihilator, kde působil do roku 2005 a během toho nahrál s nimi další album All for You. V roce 2005 přijal místo učitele bicích nástrojů na Berklee College of Music na plný úvazek.
V roce 2007 nahrál znovu další album se skupinou Annihilator s názvem Metal, kde působí jako hostující bubeník.
V roce 2010 opustil pozici učitele na Berklee College of Music po úspěšném konkurzu ve skupině Dream Theater, kde působil do října 2023 a přátelsky odešel ze skupiny po oznámení, že Portnoy se vrací zpátky do skupiny.
V říjnu 2023 prozradil, že vyjde jeho debutové sólové album s názvem Invisible Signs.

## Vybavení
Mike je firemním hráčem bicí značky Pearl Drums, činely Zildjian, paličky Vater a blány Remo.

#### Souprava z roku 2011 Pearl Drums Reference Pure
- 6"x 6,5" Tom
- 8"x 7" Tom
- 10"x 8" Tom
- 12"x 9" Tom
- 14"x 9" Tom
- 16"x 16" Floor tom
- 18"x 16" Floor tom
- 20"x 14" Gong drum
- 18"x 16" Bass drum
- 22"x 18" Bass drum (2x)
- 26"x 16" Bass drum
- 14"x 5" Reference Pure Snare drum
- 10"x 6,5" Signature Snare drum Mike Mangini
- 6"x 12" Rocket tom
- 6"x 15" Rocket tom
- 6"x 18" Rocket tom
- 6"x 21" Rocket tom
- 10"x 6,5" ePro tom Tru-trac (4x)

#### Souprava z roku 2014 Pearl Drums Masterworks
- 6"x 7" Tom
- 8"x 7" Tom
- 10"x 8" Tom
- 12"x 9" Tom
- 13"x 9" Tom
- 16"x 16" Floor tom
- 18"x 16" Floor tom
- 20"x 14" Gong drum
- 22"x 18" Bass drum (2x)
- 20"x 18" Bass drum (2x)
- 6"x 12" Rocket tom
- 6"x 15" Rocket tom
- 6"x 18" Rocket tom
- 6"x 21" Rocket tom
- 10"x 4" ePro tom Tru-trac (4x)

#### Souprava z roku 2019 Pearl Drums Masterworks
- 10"x 8" Tom
- 12"x 10" Tom
- 14"x 12" Gong drum
- 16"x 14" Gong drum
- 18"x 14" Gong drum
- 20"x 14" Gong drum
- 24"x 18" Bass drum
- 14"x 6,5" Snare drum
- 10"x 6,2" Snare drum
- 6"x 12" Rocket tom
- 6"x 15" Rocket tom
- 6"x 18" Rocket tom
- 6"x 21" Rocket tom

#### Souprava z roku 2022 Pearl Drums Masterworks
- 10"x 8" Tom-snare
- 12"x 10" Tom
- 14"x 12" Gong drum
- 16"x 14" Gong drum
- 18"x 14" Gong drum
- 24"x 18" Bass drum
- 14"x 6,5" Snare drum
- 6"x 15" Rocket tom
- 6"x 18" Rocket tom
- 6"x 21" Rocket tom

## Diskografie

### Sólová alba/Mangini
- Invisible Signs  (2023)

#### Annihilator
- Set the World on Fire (1993)
- All for You (2004)
- Metal (2007)

#### Extreme
- Waiting for the Punchline (1995) - písně "Hip Today", "Leave Me Alone" a "No Respect"

#### Nuno Bettencount
- Schizophonic (1997) - písně "Swollen Princess" a "Fine By Mine"

#### Steve Vai
- Fire Garden (1996) – písně "Bangkok" and "The Fire Garden Suite"
- G3: Live in Concert (1996)
- Merry Axemas – A Guitar Christmas (1997) – skladba "Christmas Time is Here"
- The Ultra Zone (1999) – písně "Jibboom", "Windows to the Soul" and "Here I Am"
- Alive in an Ultra World (2001)
- The Story of Light (2012) – skladba "The Moon and I"
- Modern Primitive (2016) – skladba "Never Forever"

#### James LaBrie
- Keep It to Yourself (1999)
- James LaBrie's MullMuzzler 2 (2001)
- Elements of Persuasion (2005)

#### Dream Theater
- A Dramatic Turn of Events (2011)
- Dream Theater (2013)
- Live at Luna Park (2013)
- Breaking the Fourth Wall (2014)
- The Astonishing (2016)
- Distance over Time (2019)
- Distant Memories – Live in London (2020)
- A View from the Top of the World (2021)